# Elates ransonnettii
Elates ransonnettii (Steindachner, 1876) è un pesce osseo marino appartenente alla famiglia Platycephalidae. Si tratta dell'unica specie appartenente al genere Elates.

## Descrizione
Questo pesce ha corpo allungato con testa schiacciata dorsalmente come tutti i Platycephalidae. Ha bocca grande ma più piccola rispetto alla maggioranza degli altri Platicephalidae, che termina più avanti dell'occhio. La mandibola è sporgente. Gli occhi sono posti sul profilo dorsale del capo. Sul preopercolo è presente una spina lunga e dritta. Due pinne dorsali separate da uno spazio: la prima breve e con raggi spinosi (di cui il primo cortissimo), la seconda ha l'origine a metà del corpo ed ha il primo raggio allungato. La pinna anale è opposta e simile alla seconda dorsale. La pinna caudale ha una modesta incisione centrale, il lobo superiore è più grande dell'inferiore e ha il primo raggio filamentoso. La colorazione è bruno chiara o biancastra con maculature, punti e macchie scure sul corpo e le pinne dorsali e caudale.
La lunghezza massima è di 19 cm, di solito non supera i 15 cm..

## Distribuzione e habitat
La specie è endemica dell'Oceano Pacifico occidentale tropicale tra il Queensland australiano e il Mar Cinese Meridionale. Due esemplari sono stati catturati nel mar Mediterraneo, dove sono giunti certo per involontaria introduzione da parte dell'uomo: uno nel golfo di Taranto e uno presso la città croata di Kaštela. Popola fondali molli a profondità tra 5 e 50 metri.

## Biologia

### Alimentazione
Caccia all'agguato pesci e invertebrati del benthos.

## Pesca
Di scarsa importanza a causa delle piccole dimensioni. Nell'Asia orientale viene comunque catturato con reti a strascico.